# 33537 Doungnga
33537 Doungnga este o planetă minoră (asteroid), cu un diametru de 7,957 km, din centura de asteroizi. A fost descoperită pe 17 aprilie 1999 la Experimental Test Site⁠(d) de Lincoln Near-Earth Asteroid Research. 
Obiectul prezintă o orbită caracterizată de o semiaxă mare de 2,7220853 UAi, o excentricitate de 0,06, o înclinație de 0,81218 ° în raport cu ecliptica.